# ワルサーPPK
ワルサーPPK（Walther PPK）は、ドイツのカール・ワルサー社が開発した小型セミオートマチック拳銃で、警察用拳銃として開発されたワルサーPP (Polizeipistole) を私服刑事向けに小型化したものである。
名称の“K”は元々ドイツ語で「刑事用」を意味する「Kriminal」の頭文字だが、「短い」を意味する「Kurz」の頭文字と解釈されることも多い。

## 概要
中型拳銃として開発されたワルサーPPを小型化したもので、ダブルアクショントリガーなどの内部機構はほぼ同一である。また一部の部品には互換性がある。
使用弾薬は.22LR弾, .25ACP弾, .32ACP弾, .380ACP弾など。
PPKはジェームズ・ボンドの愛銃としても知られ、特にアメリカ合衆国の民生用拳銃市場で人気の製品となった。1968年の小型拳銃の輸入規制後には、規制に対応すべく、PPのフレームにPPKのスライドを組み合わせたPPK/Sが開発され、1969年から販売されている。PPK/Sはグリップが大きくなり、手の大きな人には扱いにくいという小型ピストルの欠点を補う効果もあった。

## 歴史
1931年に販売開始。プロイセン州警察からの要請に基づき、ショルダーホルスターに拳銃を携行する私服警官向けの小型モデルとして設計された。
ナチス・ドイツ時代には、警察組織のほかにドイツ国防軍、国家社会主義ドイツ労働者党指揮下のSA、SSなどに制式拳銃として採用された。ゲシュタポの諜報員には.32ACP弾仕様が好まれた。またアドルフ・ヒトラーも32ACP弾仕様のPPKを所持しており、1945年の自殺に用いたのもPPKだった。
第二次世界大戦中から戦後にかけて、PPおよびPPKは各国の小型拳銃の設計に影響を与えた。例えばソビエト連邦のマカロフ拳銃、ハンガリーのFEG PA-63、チェコのvz 50などはPPおよびPPKの影響を受けて開発された。大戦中の生産数は150,000丁を上回った。
敗戦後、赤軍が進駐したドイツ東部から西部へと脱出したフリッツ・ワルサーは、ウルムでワルサー社の再建に着手した。1952年、ワルサーは再建資金を確保するべくフランスのマニューリンに接触し、PPシリーズの製造許可を与えた。マニューリンとの契約は1986年に失効した。1961年からは新生ワルサー社でも生産が開始され、現在も販売されている。
冷戦期には東西各国の秘密活動を担当する情報機関の制式拳銃として採用された。MI5/MI6、BND、SDECE、モサドなど機関のほか、カナダやアメリカ合衆国の諸機関でも使用された。
日本の警察でもSPや皇宮警察などで要人警護用にワルサーPPKが使われていた。現在はSIG SAUER P230JPに更新されている。

## 特徴
安全装置
安全装置をかけると撃鉄(ハンマー)が撃発寸前の位置まで落ちるデコッキング機能を持つ。安全装置を掛けた状態では、撃針はセーフティーレバーで固定され、ハンマーもハンマーブロックで前進を阻止される。ハンマーダウンで安全装置のかかっている状態では撃鉄および引き金が固定される。
セーフティー解除後の初弾はダブルアクションで撃つ事になるが、撃鉄を引き起こしておけばシングルアクションでの射撃も可能である。
ローデッド・インジケーター
薬室に弾が装填されると、薬莢底部の縁にシグナルピンが当たり、ハンマー上部に露出して、銃を握った時に親指と目視で確認できるようになる。.22LR弾仕様では弾薬がリムファイア式のため、初弾装填の際にインジケーターが当たると暴発する危険があり省略されている。これらの機構は軍用拳銃として採用されたワルサーP38でも採用されている。
スライドストップ
最終弾を撃ち終わると内蔵されたスライドストップによりスライドが後退状態で保持される。スライドストップを押し下げるスライドリリースレバーは無く、弾倉交換後にスライドを少し後ろに引いて離せば初弾が装填されて射撃可能となる。
通常分解
通常分解はトリガーガードを下に引き下げ、そのままスライドを最後端まで引き、上に持ち上げてから前に戻せば抜けるようになっている。

## 派生型
PPK/S
1958年、ジェームズ・ボンドシリーズの小説6作目として『007 ドクター・ノオ』が発表された。主人公ジェームズ・ボンドは従来ベレッタ 418を愛用していたのだが、『ドクター・ノオ』にてワルサーPPKに持ち替えることとなる。これがきっかけとなり、アメリカ合衆国の民生用拳銃市場でも一躍人気の製品となった。しかし、1963年に発生したケネディ大統領暗殺事件をきっかけに、米国内で小型拳銃を規制する気運が高まり、1968年に起きたロバート・ケネディ暗殺事件が決定打となり、小型拳銃の輸入規制が法制化される（1968年銃規制法）。
新制度の輸入基準に照らし合わせると、PPKは垂直幅（高さ）が1/10インチ、重量が1オンス不足していた。これに対応するべく開発されたのがPPK/Sである。基本的にはPPKよりやや大きいPPのフレームにPPKの銃身およびスライドを組み合わせたもので、これにより十分な垂直幅と重量が確保された。PPK/SのSはSportsの頭文字で1969年から販売が開始された。1978年からはアラバマ州のレンジャー・マニュファクチャリング社（Ranger Manufacturing）にてPPKおよびPPK/Sのライセンス生産が始まった。2007年からはスミス&ウェッソン社がPPKおよびPPK/Sのライセンス生産を担当していた。2012年以降、アメリカ合衆国におけるワルサー社製品の販売はワルサー・アームズ社が担当している。
PPK-L
1960年代に入り、ワルサー社はアルミ製レシーバーを採用した軽量モデルとしてPPK-Lを発表した。銃本体の軽量化に伴い、発砲時の体感反動が増加して銃の保持が難しくなるため、ラインナップは.22LR弾仕様と.32ACP弾仕様のみに限定されており、装弾数は7+1発となっている。
PPK/E
2000年にニュルンベルクで開催されたIWA(International Weapons Exhibition）でワルサー社が発表したもので、ハンガリーのFEG社がワルサーPPの設計を元に開発・製造したFEG PA-63の製造権を購入、PPKに倣って短縮化し自社製品としたモデルである。基本的にPP/PPKと同一の設計だが、弾倉を始め一部の部品はPP/PPKとの互換性がない。
使用弾薬は.22LR弾、.32ACP弾および.380ACP弾仕様が用意されている。
52式拳銃
中華人民共和国では、52式拳銃（52式手枪）あるいは765公安拳銃（765公安手枪）なる名称でPPKのコピーモデルが製造された。建国から間もない1950年代初頭、人民解放軍および公安警察組織では、第二次世界大戦および国共内戦を通じて調達・鹵獲された世界各国の雑多な銃器が配備されており、その有様は「万国武器博覧会」（万国武器博览会）と例えられるほどだった。部品や銃弾の調達もままならない中、諸勢力によるサボタージュに対抗しなければならない警察当局は速やかに拳銃の標準化を図る必要に駆られていた。1951年には51式拳銃（トカレフTT-33）が採用されるが、私服警官向けとしては大きく嵩張るとして不評で、また朝鮮戦争最中の朝鮮半島に派遣される中国人民志願軍への供給が優先されていた。より小型かつ調達が容易な警察拳銃を模索した結果、大戦中に使用されていたPPKのコピーモデルを設計することとなった。こうして1952年に採用された52式拳銃は、基本設計こそPPKと同一だったが、加工技術や材料品質の問題のため強度や信頼性が劣ったと言われている。また、.32ACP弾は国産化されておらず、大戦中の在庫と東欧の友好国からの輸入に頼るほかなかった。1964年には52式の設計に改良を加えた64式拳銃が採用されている。

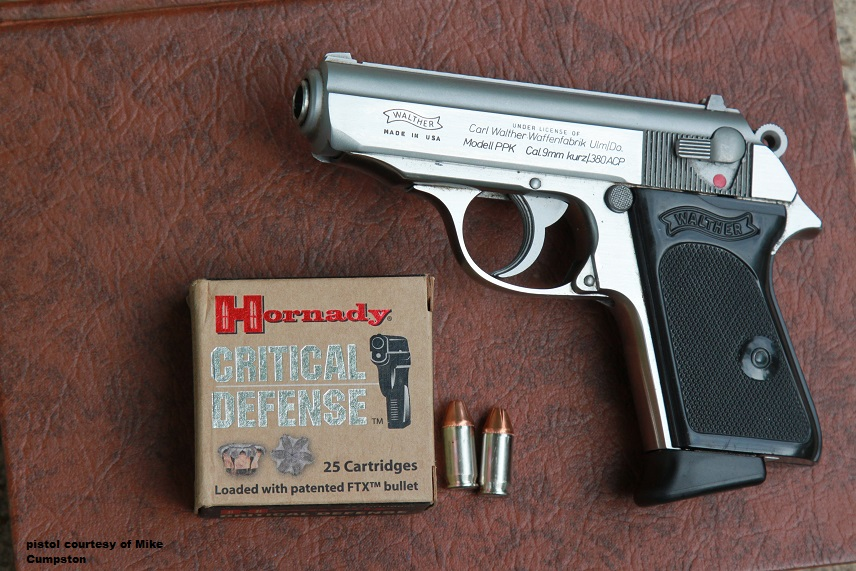
レンジャー・マニュファクチャリング社の製造したライセンス生産版PPK（ステンレスモデル）
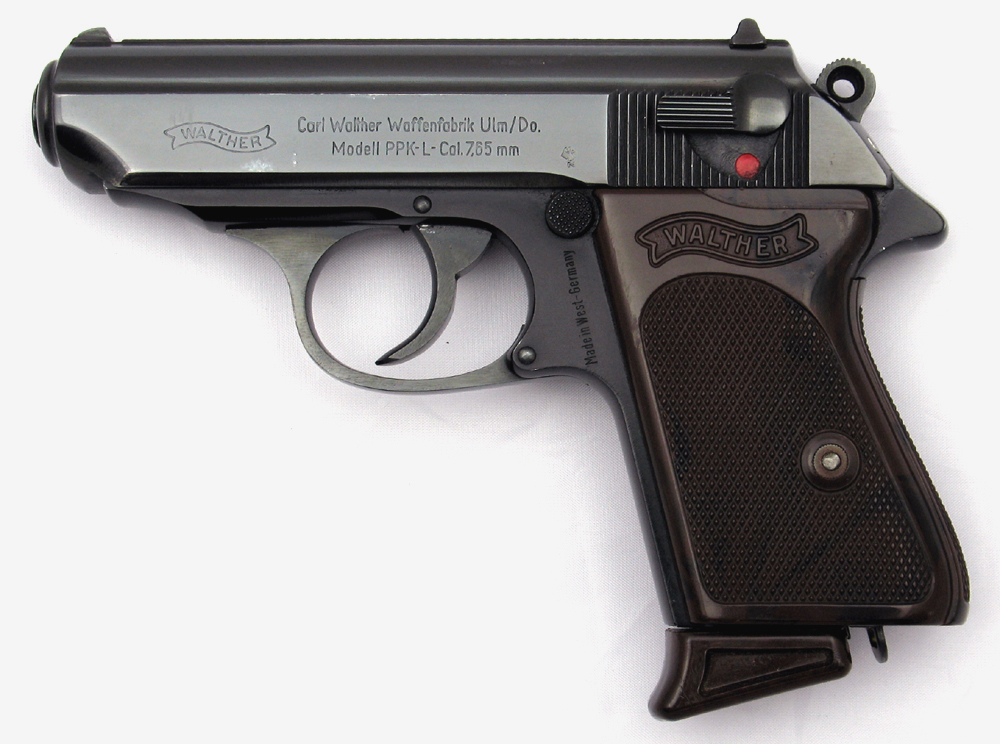
PPK-L
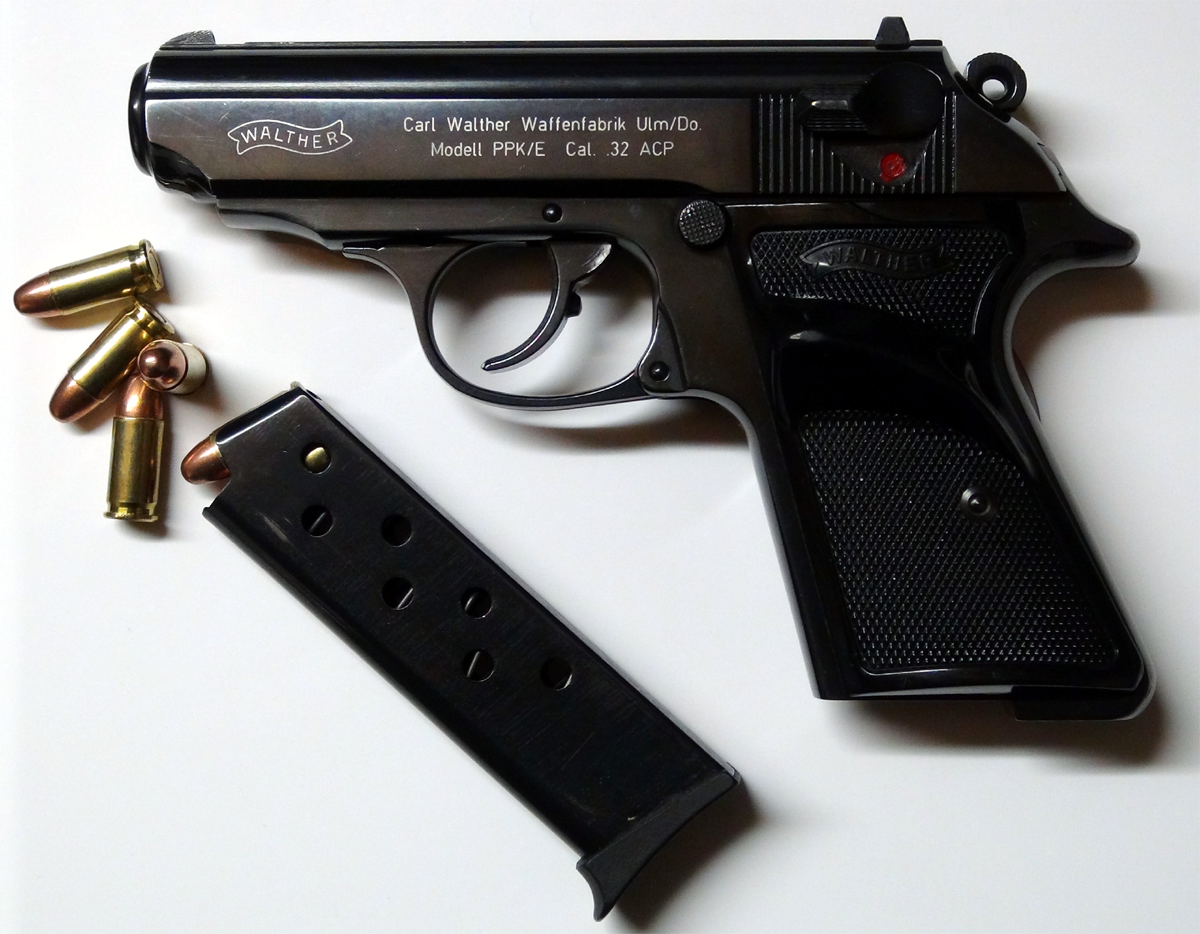
PPK/E